# Giochi panafricani
I Giochi panafricani, detti anche Giochi africani, sono una manifestazione multisportiva che si disputa ogni quattro anni a livello continentale africano. Sono organizzati dall'Associazione dei Comitati Olimpici Nazionali d'Africa (ANOCA), e vi sono ammessi solo atleti provenienti da nazioni africane.
Il Comitato Olimpico Internazionale (CIO) riconosce e sostiene l'evento, considerato evento sportivo continentale alla stessa stregua dei Giochi asiatici e di quelli Panamericani.
La prima edizione si è tenuta nel 1965 a Brazzaville mentre l'ultima ad Accra in Ghana nel 2024.

## Edizioni
| Anno | Edizione                | Sede                      | Sede                      | Date                      | Paesi | Sport | Atleti |
| ---- | ----------------------- | ------------------------- | ------------------------- | ------------------------- | ----- | ----- | ------ |
| 1965 | I Giochi panafricani    | Rep. del Congo (bandiera) | Rep. del Congo (bandiera) | 18 luglio 25 luglio       | 29    | 10    | 2500   |
| 1965 | I Giochi panafricani    | Brazzaville               | Repubblica del Congo      | 18 luglio 25 luglio       | 29    | 10    | 2500   |
| 1969 | Annullati               | Mali (bandiera)           | Mali (bandiera)           |                           |       |       |        |
| 1969 | Annullati               | Bamako                    | Mali                      |                           |       |       |        |
| 1973 | II Giochi panafricani   | Nigeria (bandiera)        | Nigeria (bandiera)        | 7 gennaio 18 gennaio      | 36    | 12    | 3000   |
| 1973 | II Giochi panafricani   | Lagos                     | Nigeria                   | 7 gennaio 18 gennaio      | 36    | 12    | 3000   |
| 1978 | III Giochi panafricani  | Algeria (bandiera)        | Algeria (bandiera)        | 13 luglio 28 luglio       | 45    | 12    | 3000   |
| 1978 | III Giochi panafricani  | Algeri                    | Algeria                   | 13 luglio 28 luglio       | 45    | 12    | 3000   |
| 1987 | IV Giochi panafricani   | Kenya (bandiera)          | Kenya (bandiera)          | 1º agosto 12 agosto       | 41    | 14    |        |
| 1987 | IV Giochi panafricani   | Nairobi                   | Kenya                     | 1º agosto 12 agosto       | 41    | 14    |        |
| 1991 | V Giochi panafricani    | Egitto (bandiera)         | Egitto (bandiera)         | 20 settembre 1º ottobre   | 43    | 18    |        |
| 1991 | V Giochi panafricani    | Il Cairo                  | Egitto                    | 20 settembre 1º ottobre   | 43    | 18    |        |
| 1995 | VI Giochi panafricani   | Zimbabwe (bandiera)       | Zimbabwe (bandiera)       | 13 settembre 23 settembre | 46    | 19    | 6000   |
| 1995 | VI Giochi panafricani   | Harare                    | Zimbabwe                  | 13 settembre 23 settembre | 46    | 19    | 6000   |
| 1999 | VII Giochi panafricani  | Sudafrica (bandiera)      | Sudafrica (bandiera)      | 10 settembre 19 settembre | 51    | 18    | 6000   |
| 1999 | VII Giochi panafricani  | Johannesburg              | Sudafrica                 | 10 settembre 19 settembre | 51    | 18    | 6000   |
| 2003 | VIII Giochi panafricani | Nigeria (bandiera)        | Nigeria (bandiera)        | 5 ottobre 17 ottobre      | 50    | 22    | 6000   |
| 2003 | VIII Giochi panafricani | Abuja                     | Nigeria                   | 5 ottobre 17 ottobre      | 50    | 22    | 6000   |
| 2007 | IX Giochi panafricani   | Algeria (bandiera)        | Algeria (bandiera)        | 11 luglio 23 luglio       | 52    | 27    | 4793   |
| 2007 | IX Giochi panafricani   | Algeri                    | Algeria                   | 11 luglio 23 luglio       | 52    | 27    | 4793   |
| 2011 | X Giochi panafricani    | Mozambico (bandiera)      | Mozambico (bandiera)      | 3 settembre 18 settembre  | 53    | 20    | 5000   |
| 2011 | X Giochi panafricani    | Maputo                    | Mozambico                 | 3 settembre 18 settembre  | 53    | 20    | 5000   |
| 2015 | XI Giochi panafricani   | Rep. del Congo (bandiera) | Rep. del Congo (bandiera) | 4 settembre 19 settembre  | 54    | 22    |        |
| 2015 | XI Giochi panafricani   | Brazzaville               | Repubblica del Congo      | 4 settembre 19 settembre  | 54    | 22    |        |
| 2019 | XII Giochi panafricani  | Marocco (bandiera)        | Marocco (bandiera)        | 19 agosto 31 agosto       | 54    | 26    |        |
| 2019 | XII Giochi panafricani  | Rabat                     | Marocco                   | 19 agosto 31 agosto       | 54    | 26    |        |
| 2024 | XIII Giochi panafricani | Ghana (bandiera)          | Ghana (bandiera)          | 8 marzo 23 marzo          |       |       |        |
| 2024 | XIII Giochi panafricani | Accra                     | Ghana                     | 8 marzo 23 marzo          |       |       |        |

## Medagliere
Aggiornato ai Giochi del 2015
| Pos.   | Nazione             | Oro  | Argento | Bronzo | Totale |
| ------ | ------------------- | ---- | ------- | ------ | ------ |
| 1      | Egitto              | 472  | 334     | 329    | 1135   |
| 2      | Nigeria             | 350  | 332     | 298    | 980    |
| 3      | Sudafrica           | 239  | 215     | 177    | 631    |
| 4      | Algeria             | 172  | 195     | 231    | 598    |
| 5      | Tunisia             | 153  | 152     | 171    | 476    |
| 6      | Kenya               | 96   | 106     | 104    | 306    |
| 7      | Senegal             | 67   | 60      | 106    | 233    |
| 8      | Ghana               | 28   | 40      | 68     | 136    |
| 9      | Etiopia             | 25   | 29      | 40     | 94     |
| 10     | Camerun             | 24   | 44      | 91     | 159    |
| 11     | Zimbabwe            | 21   | 26      | 58     | 105    |
| 12     | Costa d'Avorio      | 19   | 20      | 36     | 75     |
| 13     | Uganda              | 17   | 19      | 35     | 71     |
| 14     | Mauritius           | 11   | 21      | 31     | 64     |
| 15     | Madagascar          | 10   | 15      | 39     | 64     |
| 16     | Angola              | 10   | 8       | 20     | 38     |
| 17     | Marocco             | 9    | 12      | 15     | 36     |
| 18     | Lesotho             | 8    | 3       | 9      | 20     |
| 19     | Libano              | 6    | 8       | 16     | 30     |
| 20     | Botswana            | 6    | 7       | 19     | 32     |
| 21     | Namibia             | 4    | 12      | 18     | 34     |
| 22     | Tanzania            | 4    | 8       | 10     | 22     |
| 23     | Mali                | 4    | 5       | 10     | 19     |
| 24     | Zambia              | 4    | 4       | 23     | 31     |
| 25     | Gabon               | 4    | 5       | 19     | 28     |
| 26     | Mozambico           | 4    | 2       | 3      | 9      |
| 27     | Sudan               | 3    | 1       | 3      | 7      |
| 28     | RD del Congo        | 2    | 3       | 6      | 11     |
| 29     | Rep. del Congo      | 1    | 9       | 16     | 26     |
| 30     | Rep. Centrafricana  | 1    | 2       | 2      | 5      |
| 31     | Guinea              | 1    | 2       | 3      | 6      |
| 32     | Sierra Leone        | 1    | 2       | 1      | 4      |
| 33     | eSwatini            | 1    | 0       | 9      | 10     |
| 34     | Ciad                | 1    | 0       | 9      | 10     |
| 35     | Capo Verde          | 1    | 0       | 2      | 3      |
| 36     | Burkina Faso        | 1    | 0       | 1      | 2      |
| 37     | Somalia             | 1    | 0       | 0      | 1      |
| 38     | Ruanda              | 1    | 2       | 1      | 4      |
| 39     | Seychelles          | 0    | 13      | 18     | 31     |
| 40     | Burkina Faso        | 0    | 3       | 7      | 10     |
| 41     | Togo                | 0    | 2       | 10     | 12     |
| 42     | Niger               | 0    | 2       | 7      | 9      |
| 43     | Benin               | 0    | 3       | 4      | 7      |
| 44     | Gambia              | 0    | 3       | 0      | 3      |
| 45     | Malawi              | 0    | 0       | 2      | 2      |
| 46     | São Tomé e Príncipe | 0    | 0       | 1      | 1      |
| Totale | Totale              | 1776 | 1729    | 2078   | 5583   |

## Discipline
- Atletica leggera
- Baseball
- Pallavolo
- Pallacanestro